# Niloofar
Pour plus de détails, voir Fiche technique et Distribution.
Niloofar est un film de Sabine El Gemayel sorti en 2008.

## Distribution
- Roya Nownahali : Salmah
- Mobina Aynehdar :   Niloofar
- Nayereh Farahani : Noor
- Shahab Hosseini : Aziz
- Hengameh Ghaziani : Firoozeh
- Tooraj Faramarzian : Sheik Abbas
- Sadegh Safai : Abdoullah
- Fatemeh Motamed Aria : Banoo
- Alireza Ziaijan : Saeed
- Zahra Davoud Nejad : Ackar
- Saghar Slolaymani : Zeinad
- Zahra Davoudnejad : la femme enceinte

## Fiche technique
- Année de production : 2008
- Couleur, 82 minutes